# Xi yuan lu
Casos reunits d'injustícia rectificada (títol original en xinès 洗冤錄, Xi yuan lu) és un llibre escrit per Song Ci el 1247. Recopila els avanços de la ciència forense d'abans i durant la Dinastia Song i és el primer llibre de ciència forense. A més, va influir el desenvolupament d'aquesta ciència en diversos països.

## Contingut
Comença amb el decret imperial que mana la inspecció dels cossos i les ferides, després fa una introducció de procediments d'investigació i escriu notes sobre les dificultats de la investigació. Els capítols següents parlen de les examinacions inicials i repetides postmortem, l'examinació dels ossos i la identificació, per les aparicions dels cossos, les diverses causes de mort i mètodes de tractament d'emergència per a la neutralització. També conté explicacions detallades il·lustrades sobre els diferents tipus de mort: suïcidi, assassinat i mort per causes naturals. Hi ha capítols sobre els mètodes de reanimació de persones que han sigut penjades, l'ùs de la fèrula per als ossos trencats, la detecció de traces de ferides en el sol baix un paraigües impermeabilitzat, aplicació d'una agulla de plata per a detectar verins i altres aplicacions. Tots aquests mètodes i usos estan basats en coneixements científics.
El primer cas documentat d'entomologia forense es troba en aquesta obra.

## Edicions
La primera edició impresa data de l'any 1247, sèptim any de la era Chunyou de l'emperador Lizong de Song Meridional]]. D'aquesta primera edició no se'n conserva cap exemplar.
L'edició impresa més primerenca conservada data de la Dinastia Yuan i està ubicada a la Biblioteca de la Universitat de Pekín. Hi ha un exemplar de la Dinastia Ming en dos volums que va ser publicada per l'estudiós del Ming tardà Hu Wenhuan. Ambdues edicions, la de Yuan i la de Ming, tenen omissions i errors, a més que els nombres juan foren alterats.
L'obra ha sigut traduïda a diverses llengües: entre d'altres, anglès, francès, rus, japonès, alemany, coreà i holandès.